# Інкерманська бухта
Інкерма́нська бухта (крим. İnkerman limanı) — лиман в гирлі річки Чорна. Солонувата водойма розташована у верхів'ях Севастопольської бухти, в межах міста Інкерман.
Весь Севастопольський рейд фактично є колишнім руслом річки Чорна. Ця річка є єдиною, що живить прісною водою акваторію бухти. Впадаючи до моря верхів'ях бухти, Чорна річка утворює невелику мулисту дельту.
З 7 вересня 2023 року місцевість передана до Бахчисарайського району Автономної Республіки Крим.